# ФК Млади Борац Живково
ФК Млади Борац је фудбалски клуб из Живкова код Лесковца, Србија и тренутно се такмичи у Јабланичкој окружној лиги у фудбалу, петом такмичарском нивоу српског фудбала. 